# 蒙彼利埃德梅迪扬
蒙彼利埃德梅迪扬（法語：Montpellier-de-Médillan，法語發音：[mɔ̃pəlje də medijɑ̃]）是法国滨海夏朗德省的一个市镇，位于该省中南部，属于桑特区。

## 地理
蒙彼利埃德梅迪扬（45°38'5"N, 0°44'39"W）面积14.85 平方千米，位于法国新阿基坦大区滨海夏朗德省，该省份为法国西部滨海省份，北起旺代省，西临大西洋，南至吉倫特省，东南接多爾多涅省，东北接德塞夫勒省接壤，东临夏朗德省。
与蒙彼利埃德梅迪扬接壤的市镇（或旧市镇、城区）包括：默尔萨克、雷托、里乌、圣安德烈德利东、坦村。

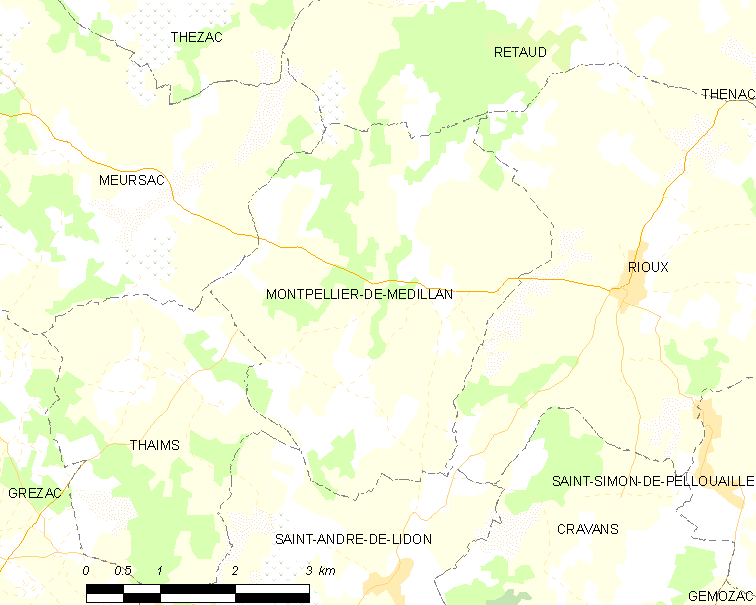
蒙彼利埃德梅迪扬的OSM定位图

蒙彼利埃德梅迪扬的时区为UTC+01:00、UTC+02:00（夏令时）。

## 行政
蒙彼利埃德梅迪扬的邮政编码为17260，INSEE市镇编码为17244。

## 政治
蒙彼利埃德梅迪扬所属的省级选区为桑通日-河口县。

## 人口

1962-2008年间蒙彼利埃德梅迪扬人口变化图示

蒙彼利埃德梅迪扬于2022年1月1日时的人口数量为686人。